# جویزیاتاغی (گوراویماق)
جویزیاتاغی {{ترکی|Cevizyatağı) (به کردی: Pawik) یک منطقهٔ مسکونی در ترکیه است که در گوراویماق واقع شده‌است. جویزیاتاغی ۱۳۶ نفر جمعیت دارد.